# Christian Wilhelm Stromberger
Christian Wilhelm Anton Stromberger (* 28. Januar 1826 in Georgenhausen; † 30. März 1900 in Zwingenberg (Bergstraße)) war ein evangelischer Pfarrer, Dekan und  Hymnologe.

## Leben und Arbeit
Christian Wilhelm Anton Stromberger war der Sohn von Wilhelm Stromberger (* 27. März 1801 in Georgenhausen, † 25. Mai 1839 in Zeilhard) und Maria Catharina, geborene Fleck, (* 28. November 1788 in Georgenhausen). Strombergers Vater Wilhelm war wie dessen Brüder Christian und Anton und deren gemeinsamem Vater Georg Heinrich Schullehrer. Er war von 1817 bis 1821 in Zeilhard, ab 1821 bis zu seinem Tod Lehrer in Georgenhausen.
Christian Wilhelm Anton Stromberger besuchte ab 1841 das Gymnasium in Darmstadt und lebte in dieser Zeit im Hause des Geheimen Staatsrats Wilhelm Hallwachs, wo er regen geistigen und künstlerischen Verkehr kennenlernte. Von 1843 bis 1847 studierte er Theologie an der Universität Gießen und promovierte hier am 16. Juni 1847 zum Doktor der Philosophie, erst im Jahre 1890 erfolgte seine Auszeichnung zum Doktor der Theologie e. h. in Gießen. Stromberger war von 1848 bis 1851 Lehrer in Darmstadt, Butzbach und auf der Realschule Offenbach am Main.
Stromberger heiratete am 15. April 1852 in Herford Bertha Friederike von Arnim (* 13. Februar 1828, † 23. August 1866 in Zwingenberg), aus der Ehe ging u. a. der Sohn Ludwig (* 1854 in Offenbach am Main, † 1913 in Colmar im Elsass) hervor, der als Professor und Gymnasialoberlehrer in Altkirch im Elsass arbeitete. Seine Tochter Luise Stromberger heiratete 1883 den Musiker Hermann Behn, der Sohn Siegfried Behn wurde bekannt als deutscher Philosoph, Psychologe und Professor an der Pädagogischen Akademie in Bonn sowie an der Rheinischen-Friedrich-Wilhelms-Universität, Bonn. In zweiter Ehe war er seit dem 12. Dezember 1870 mit Charlotte Amalia Friederike, geborene Hudtwalcker, (* 6. März 1838 in Hamburg, † 4. Februar 1917 in Worms), Tochter des Hamburger Senators Martin Hieronymus Hudtwalcker verheiratet.
In den Jahren von 1857 bis 1866 diente er als Pfarrer in Wenings bei Büdingen, von 1866 bis 1900 als Nachfolger von Ludwig Valentin Hein als Pfarrer in Zwingenberg. Zunächst als stellvertretender Dekan des Dekanats Zwingenberg wurde er 1885 als Nachfolger von Kirchenrat Dornseiff zum Dekan gewählt, diese Wahl wurde 1888 mit 33 von 34 Stimmen bestätigt. Dieses Amt nahm er bis 1895 wahr. Er war lange Jahre Mitglied der Landessynode der Evangelischen Landeskirche in Hessen.
Er war an der Gründung der Nieder-Ramstädter Heime, heute: Stiftung Nieder-Ramstädter Diakonie, beteiligt, die heute als größter Arbeitgeber Mühltals Wohnungen und Werkstätten für Menschen mit körperlichen und geistigen Behinderungen betreiben und diese betreuen. In besonderem Maße wirkte er in Zwingenberg, hier gründete er eine Kleinkinderschule, im Jahre 1877 eine Kleinkinder-Verwahranstalt, den Kirchenchor, das Diakonissenhaus, einen Missionskollektenverein, den Hilfsverein für das Rote Kreuz und den Hilfsverein für Geisteskranke.
Seine Verdienste wurden mit der Verleihung des Ritterkreuzes I. Klasse des Philipps-Ordens gewürdigt.

## Werke
- Geistliche Lieder evangelischer Frauen der 16., 17. u. 18. Jahrhunderts, Ricker’sche Buchhandlung, Gießen 1854
- Der Landgräfin Anna Sophie von Hessen-Darmstadt, Aebtissin von Quedlinburg. Leben und Lieder, Halle 1856
- Des Erasmus Alberus. Leben und Lieder, 1857
- Die geistliche Dichtung in Hessen, 1886, NF 1898
- Ernste Lieder, Julius Fricke, Halle 1862
- Berthold von Regensburg, der größte Volksredner des deutschen Mittelalters, Bertelsmann, Gütersloh 1877
- Gustav Schlosser. Mittheilungen über dessen Leben und Wirken, Karlsruhe 1890
- Letzte Reden der Sterbenden. Zeugnisse des weltüberwindenen Glaubens, Bertelsmann, Gütersloh 1898